# Grandchester
Ne doit pas être confondu avec Grantchester.
Grandchester (735 habitants) est une ville dans la vallée Lockyer au Queensland, en Australie. Elle est située à 76 kilomètres à l'ouest de Brisbane.
Son nom vient du village dans la banlieue de Cambridge en Angleterre.